# Hans Carl von Kirchbach
Hans Carl Kirchbach, födelseår obekant, död 1752, var en tysk bergshauptman och mineralog.
Kirchbach tjänstgjorde som bergshauptman i gruvstaden Freiberg i dåvarande kurfurstendömet Sachsen. Han invaldes 1747 som utländsk ledamot av Kungliga Vetenskapsakademien med motiveringen "En snäll Mineralogus", vilket rimligen bör tolkas i ordets gamla betydelse "snabb", "kvick" (i tanken).